# Kampfgeschwader 51 »Edelweiß«
Kampfgeschwader 51 »Edelweiß« (dobesedno slovensko: Bojni polk 51 »Edelweiß«; kratica KG 51) je bil bombniški letalski polk (Geschwader) v sestavi nemške Luftwaffe med drugo svetovno vojno.

## Organizacija
- štab
- I. skupina
- II. skupina
- III. skupina

## Vodstvo polka
Poveljniki polka (Geschwaderkommodore)
- Oberst Johann-Volkmar Fisser: 1. maj 1939
- Oberst Josef Kammhuber: 26. marec 1940
- Oberst Johann-Volkmar Fisser: 3. junij 1940
- Major Hans Bruno Schulz-Heyn: 12. avgust 1940
- Oberst Paul Koester: 1. september 1941
- Major Wilhelm von Friedeburg: 4. julij 1942
- Oberst Heinrich Conrady: 1. december 1942
- Major Egbert von Frankenberg und Proschlitz: 8. januar 1943
- Major Hanns Heise: 9. maj 1943
- Oberstleutnant Wolf Dietrich Meister: 25. februar 1944
- Major Wolfgang Schenck: 5. december 1944
- Oberstleutnant Rudolf Hallensleben: 1. februar 1945
- Oberstleutnant Siegfried Barth: 19. april 1945